# Ellie Simmonds
Pour les articles homonymes, voir Simmonds.
Eleanor « Ellie » Simmonds, née le 11 novembre 1994 à Walsall en Angleterre,, est une nageuse handisport britannique, quatre fois championne paralympique.

## Biographie
Née atteinte d'achondroplasie, Ellie Simmonds mesure 1,23 m à l'âge de 17 ans. Elle commence à nager à l'âge de cinq ans, et prend part à ses premières compétitions à l'âge de huit ans, contre des filles valides. Après avoir vu son « héroïne » Nyree Kindred (en) remporter l'or aux Jeux paralympiques d'été de 2004 à Athènes, elle décide de viser le handisport de haut niveau,,.
Elle prend part aux Championnats du monde de natation handisport de 2006 à Durban, dans la catégorie S6, qui inclut les athlètes nains, elle termine sixième dans l'épreuve du 400 m nage libre, son meilleur résultat, en 6 min 18 s 46.
Elle se qualifie dans la délégation britannique aux Jeux paralympiques d'été de 2008 à Pékin, où elle prend part aux épreuves de natation, toujours dans la catégorie S6. À l'âge de 13 ans, elle obtient deux médailles d'or, au 100 m et au 400 m nage libre, devenant l'une des sensations de l'équipe paralympique britannique. Elle est également finaliste dans ses trois autres disciplines : le 50 m nage libre, le 50 m papillon, et le 200 m 4 nages individuel. Elle est à ce moment la seconde plus jeune athlète paralympique britannique de l'histoire (après la nageuse Joanne Rout (en), âgée de 12 ans aux Jeux de 1988), et la plus jeune championne britannique en épreuve individuelle,,.
Aux Championnats d'Europe de natation handisport de 2009 à Reykjavik, elle remporte cinq médailles d'or, toujours dans la catégorie S6 : le 50 m, 100 m et 400 m nage libre, le 200 m 4 nages individuel, et le 4 × 100 m relais nage libre. Aux Championnats du monde de 2009 à Rio de Janeiro, elle obtient six médailles d'or (les mêmes qu'aux Championnats d'Europe, plus le 4 × 100 m relais 4 nages) et une d'argent (100 m 4 nages individuel). Cette même année, elle est la plus jeune personne de l'histoire à être nommée membre de l'Ordre de l'Empire britannique, par la reine Élisabeth II au palais de Buckingham,.
Aux Championnats du monde de 2010 à Eindhoven, elle remporte quatre médailles d'or, deux d'argent et une de bronze. Aux Championnats d'Europe de 2011 à Berlin : deux médailles d'or, une d'argent et une de bronze. Elle explique avoir dû interrompre son entraînement avant les championnats d'Europe pour se consacrer à ses GCSE (diplômes de l'enseignement secondaire). Elle est notamment battue sur le 100 m nage libre par sa principale rivale, la Néerlandaise Mirjam de Koning (en).
En outre, à la Coupe du monde handisport, qui se tient chaque année à Manchester, elle a remporté l'or au 100 m nage libre en 2009, et l'or au 200 m medley individuel en 2011.
En 2011, à un an des Jeux paralympiques d'été de 2012 à Londres, Ellie Simmonds est « le visage du sport paralympique britannique ». En amont des Jeux, la chaîne télévisée Channel 4, détentrice des droits de diffusion dans le pays organisateur, la décrit comme « l'athlète paralympique la plus célèbre du Royaume-Uni ». Elle apparaît dans le clip de Channel 4 Meet the Superhumans (« Voici les surhommes ») qui vise à promouvoir les Jeux auprès du public.
Aux Jeux de Londres, elle prend part à quatre épreuves : le 50 m nage libre, où elle obtient la médaille de bronze ; le 100 m nage libre où elle obtient l'argent, avec un record d'Europe en 1 min 14 s 82 ; 400 m nage libre où elle obtient l'or en 5 min 19 s 17, nouveau record du monde ; et le 200 m 4 nages individuel, où elle obtient la médaille d'or en 3 min 05 s 39, également un nouveau record du monde. À l'instar des autres champions olympiques et paralympiques des Jeux de Londres, elle est honorée par la Royal Mail de deux timbres poste à son effigie, et deux des boîtes postales rouges iconiques de la Royal Mail (l'une à Walsall, l'autre à Swansea où elle réside) sont repeintes en or pour commémorer ses médailles. Fin décembre 2012, elle est faite officier de l'Ordre de l'Empire britannique.

## Distinctions
- Ordre de l'Empire britannique[1]